# República estudantil
República de estudantes, república ou solar de estudantes é uma organização sem fins lucrativos destinada a albergar estudantes do ensino superior e gerida por estes. Em Portugal, é abrigada por lei.
No Brasil, a cultura de república tradicional é muito forte no estado de Minas Gerais e no interior de São Paulo, onde estudantes se reúnem para dividir gastos e compartilhar suas vivências.

## Etimologia
"República" é originário do latim res publica, "coisa pública".

## Origens históricas
As suas origens remontam ao século XIV, em Coimbra, berço da academia de Portugal e do Brasil, quando dom Dinis, por diploma régio de 1309, promoveu a construção de casas na zona de Almedina que deveriam ser habitadas por estudantes mediante pagamento de um aluguer, cujo montante seria fixado por uma comissão expressamente nomeada pelo Rei e constituída por estudantes e "homens bons" da cidade. É assim que, a partir de um tipo de alojamento comum, permitindo minimizar os encargos financeiros, viriam a surgir, por evolução, as atuais Repúblicas. Ainda hoje, as "casas" caracterizam-se pela exaltação de valores universais que unem o passado ao presente: a vida em comunidade, a soberania e a democracia. As decisões são, geralmente, tomadas por unanimidade e todos os membros são responsabilizados pela gestão da "casa".

## Em Portugal
Em Coimbra, há, atualmente, mais de duas dezenas de Repúblicas em funcionamento, estando a quase totalidade das mesmas agrupadas no Conselho de Repúblicas (CR), que se reúne a pedido de qualquer das casas que o compõe e que toma as suas decisões por unanimidade.

### Vertente jurídica e graus internos
Segundo a lei portuguesa feita para as repúblicas de estudantes de Coimbra (impulsionada pelo então deputado Miguel Anacoreta Correia da Casa Comunitaria dos Symbas), desde que com a devida aprovação do reitor da universidade, As repúblicas e os solares de estudantes de Coimbra constituídos de harmonia com a praxe académica consideram-se associações sem personalidade jurídica. Esta lei foi alargada em 1985, por pressão da Real República do LYS.O.S., do Porto, junto à Assembleia da República: ameaçados de despejo pelo proprietário da casa, necessitavam de reconhecimento como república para poderem parar o processo. Em 28 de Abril de 1989, o Lar da AEIST, criado no ano letivo de 1953/1954, se tornou a primeira república em Lisboa, A Desordem dos Engenheiros. Posteriormente, foram criadas mais duas repúblicas em Lisboa: a República do 69 e a República do Santo Condestável. Hoje em dia, as repúblicas são um meio alternativo à praxe, sendo portanto, quase na sua totalidade, antipraxe, ou não praxantes.

### Plebeus e Repúblicos
Depois de aceite por votação, o novo residente fica algum tempo à experiência, durante o qual tem o título de Plebeu, Candidato, ou outras consoante a Casa, sendo, mais tarde, submetido a mais uma votação, podendo, aí, ser aceite como Repúblico, ou seja, residente permanente.

### Gestão
A gestão interna de cada república é feita pelos Repúblicos em questão, porque são todos eles iguais. As Repúblicas abandonam a ideia de hierarquização, ao contrário da praxe, em prol de um pé de igualdade entre todos os residentes. Desta forma, acontece uma verdadeira vida comunitária, num verdadeiro espaço de liberdade.

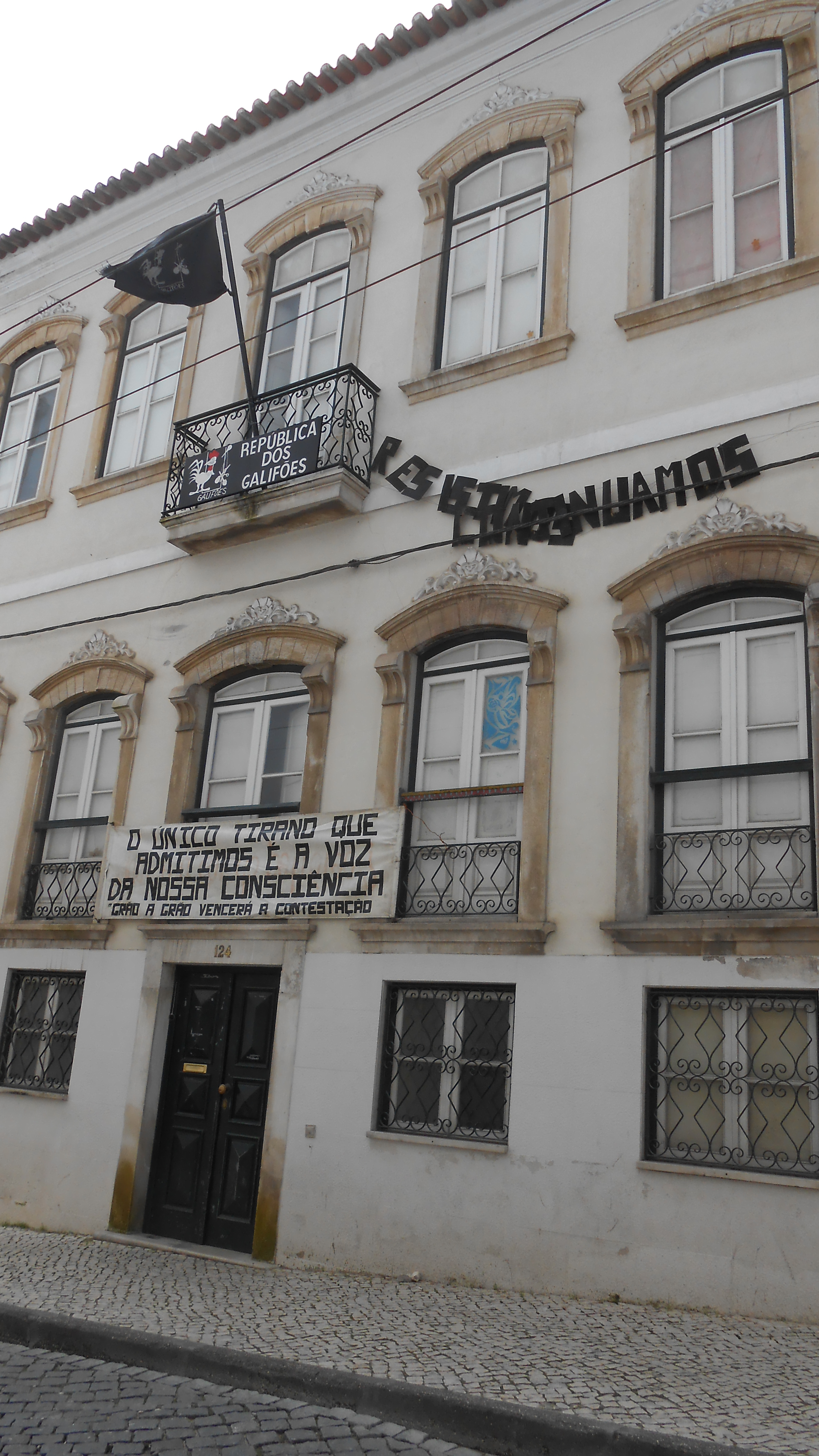
Fachada da República dos Galifões, em Coimbra

### Tipos de repúblicas
Aquando a formação da república, é decidido se a república aceita qualquer tipo de candidaturas ou apenas alunos de uma universidade ou faculdade. Existem repúblicas que dão preferência a homens, mulheres ou pessoas deslocadas contudo não sendo isto obrigatório para a admissão.

### Vertente académica
Uma república destaca-se das outras casas para estudantes pelo seu objetivo de, além do estudar para disciplinas, procurar, também, ensinar um "saber viver", "saber fazer" e "saber dizer", utilizando a vida boémia e convívios para despertar o debate e reflexão sobre temas mais complexos.

### Tradição
A notação de Plebeu e Repúblico para os residentes é uma das grandes tradições que vêm passando ao longo dos anos, assim como a de Um ano vale por 100, que leva a uma celebração "à porta aberta" de um centenário todos os anos. Cada república também vai passando, ao longo dos anos, um hino e símbolos aos mais novos e, por vezes, um grito, que mostram a identidade dessa casa.

## No Brasil
Embora se possa argumentar que as repúblicas de estudantes no Brasil remontam às faculdades fundadas durante a regência de dom João VI, como a Faculdade de Medicina em 1808, foi apenas durante o reinado de dom Pedro II, com a fundação da Escola de Minas, em Ouro Preto, em 1876, pelo cientista francês Claude Henri Gorceix, que se começou a formar uma cidade universitária com tamanho e características apropriadas, capaz de ver florescer as repúblicas de estudantes e onde estas se tornaram o centro da vida estudantil, congregando tradição, história e costumes próprios.

### As repúblicas de Ouro Preto
Ao redor da Escola de Minas, foram se formando repúblicas de estudantes nos mesmos moldes das repúblicas de Coimbra, sendo que as casas se tornaram de propriedade da escola a partir da transferência da capital para Belo Horizonte em 1890, e cedidas aos estudantes, que pagam um pequeno aluguel.
Atualmente, as repúblicas de Ouro Preto se dividem em dois grandes grupos: as Federais e as Particulares. As Federais pertencem à Universidade Federal de Ouro Preto (UFOP): assim, os estudantes que residem nelas estão isentos de aluguel. As Repúblicas Federais de Ouro Preto constituem um corpo estudantil chamado REFOP, que é composto de 67 repúblicas, auxiliando cerca de 750 estudantes a terem uma moradia de qualidade, e sobretudo barata, dando, assim, condições econômicas para qualquer pessoa viver e estudar em Ouro Preto. Algumas repúblicas federais criaram associações para oficializar a programação da república.

### As repúblicas de São Carlos
A cidade de São Carlos - SP, assim como outras cidades do interior de São Paulo, também é conhecida por sua forte cultura de repúblicas estudantis, todas particulares, onde jovens universitários se unem para compartilhar moradia, despesas e experiências de vida. A cidade é sede de duas grandes universidades: a Universidade de São Paulo (USP) e a Universidade Federal de São Carlos (UFSCar). A presença destas instituições de ensino superior é um dos fatores que torna São Carlos uma das principais cidades para o estudo de repúblicas estudantis no Brasil.
As repúblicas estudantis em São Carlos são reconhecidas por sua ampla variedade de opções, sendo uma experiência única, cheia de desafios e oportunidades para crescimento pessoal e profissional. Os jovens que decidem morar em uma república estudantil em São Carlos têm acesso a uma ampla gama de atividades culturais e sociais, além de se desenvolverem em um ambiente acolhedor.

## Nos Estados Unidos
As repúblicas estadunidenses são marcadas por serem divididas por gênero, com as instalações masculinas sendo fraternidades (fraternity), e as femininas, irmandades (sorority). As organizações que regem as repúblicas são conhecidas por siglas construídas a partir do alfabeto grego, como Alpha Kappa Alpha, Alpha Phi Omega e Zeta Beta Tau.